# Хаемуасет II
Хаемуасет II (* 2-а пол. XII ст. до н. е.) — давньоєгипетський діяч XX династії, верховний жрець Птаха у Мемфісі за володарювання фараонів Рамсеса III та Рамсеса IV. Ім'я перекладається як «Той, що з'явився у Фівах».

## Життєпис
Походив з XX династії. Ймовірно третій син фараона Рамсеса III. Замолоду йому була обрана кар'єра жерця. Після смерті Птахемхата III стає верховним жерцем Птаха та найбільшим начальником над ремісниками (на кшталт головного архітектора держави).
На своїх посадах здійснював святкові церемонії за часів Рамсеса III. Потім очолював поховальну церемонію над останнім та церемонію сходження на трон Рамсеса IV.
Помер за час правління свого брата Рамсеса IV. Поховано в гробниці QV44 у Долині цариць. Розкопано у 1903—1904 роках експедицією італійських археологів. Мумія та Саркофаг Хаемуасета II натепер знаходяться в Єгипетському музеї в Турині.